# .yt
Pour les articles homonymes, voir YT.
.yt est le domaine de premier niveau national (« country code top level domain » : ccTLD) réservé à Mayotte (France). Il est actuellement[Quand ?] délégué à l'Association française pour le nommage Internet en coopération (Afnic).
Le 3 juillet 2012, l'Afnic ouvre la possibilité au grand public d'enregistrer des noms de domaine accentués (IDN).

## Statistiques d'usage
En janvier 2025, environ 9 600 domaines utilisent l'extension .yt.

## Usage alternatif
Il est également utilisé internationalement en raison de ses deux lettres, associées à la plateforme en ligne YouTube.